# Na příkopě

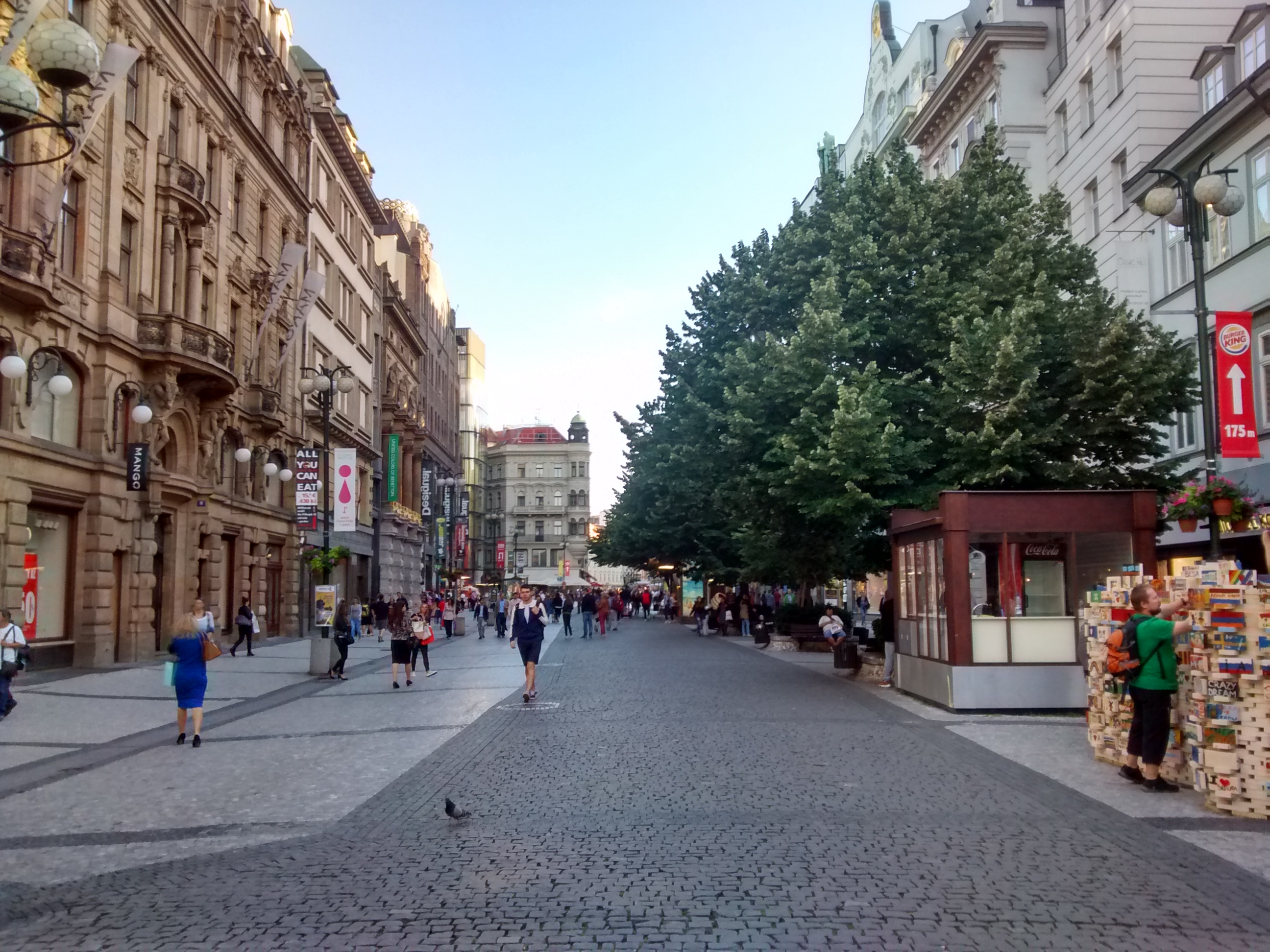
Straßenansicht der „Příkopy“, 2016

Na příkopě (deutsch Graben oder Am Graben) ist eine Straße im Zentrum von Prag.

## Lage
Der Graben verbindet den Wenzelsplatz mit dem Platz der Republik und bildet die Grenze zwischen der Altstadt und der Neustadt. Er ist zum Teil eine Fußgängerzone. Das Straßenbild prägen repräsentative Bauten, darunter das Hauptquartier der Tschechischen Nationalbank, Palais und luxuriöse Geschäfte.

## Geschichte
Die Straße befindet sich an der Stelle eines Grabens, der 1232 bis 1834 bei den Anlagen der Prager Altstadt ausgehoben wurde. 1760 wurde der Graben zugeschüttet und es entstand eine Straße, die zuerst Ve starých alejích („In den alten Alleen“) hieß, 1839 bis 1870 auf Kolowratská třída („Kolowrat-Allee“) umbenannt wurde und seit 1871 den heutigen Namen trägt.
Friedrich Torberg bezeichnete den „Graben“ als Korso der Prager High Society, an dem sich um die Jahrhundertwende zum 20. Jahrhundert das gesellschaftliche und geschäftliche Leben der Stadt abspielte. Ein berühmter Treffpunkt war das Hotel „Zum schwarzen Ross“, in dem zahlreiche illustre Gäste abstiegen, darunter Ludwig van Beethoven (1812) und Frédéric Chopin (1829). Der gesellschaftliche Mittelpunkt der Deutschen in Prag war von 1875 bis 1945 der Gebäudekomplex Am Graben 22–24, das ehemalige Deutsche Haus.

## Galerie

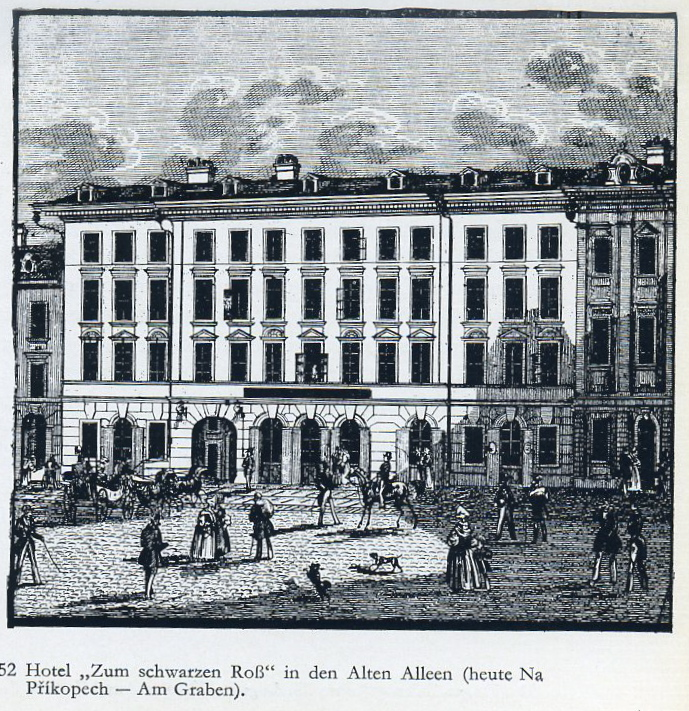
Hotel „Zum schwarzen Ross“, Am Graben, Lithographie, um 1820
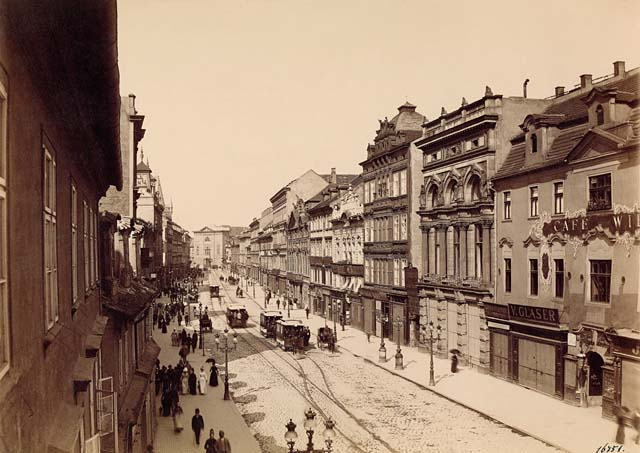
Fotografie von Alois Beer, um 1890
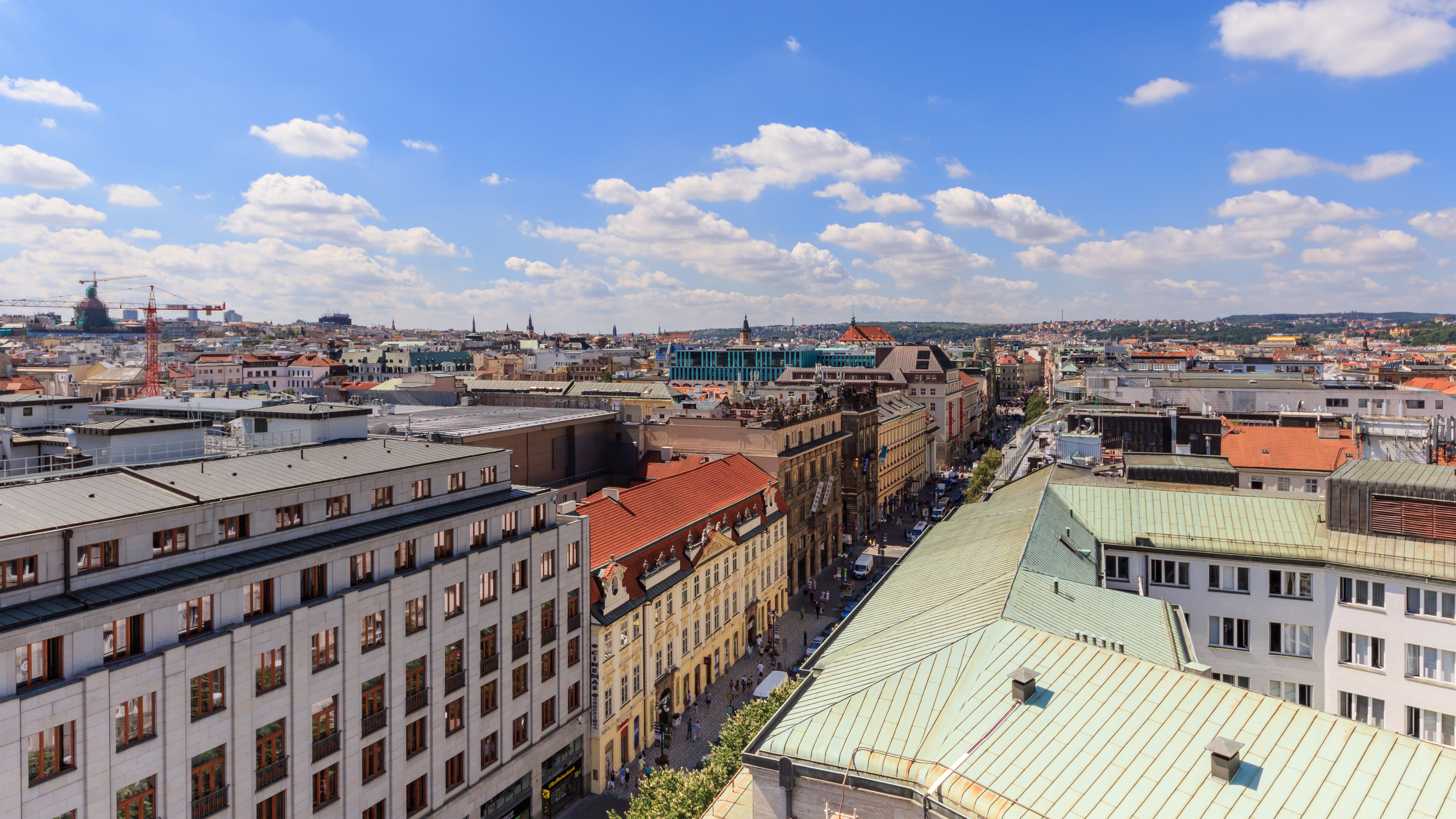
Am Graben, gesehen vom Prager Pulverturm, 2016
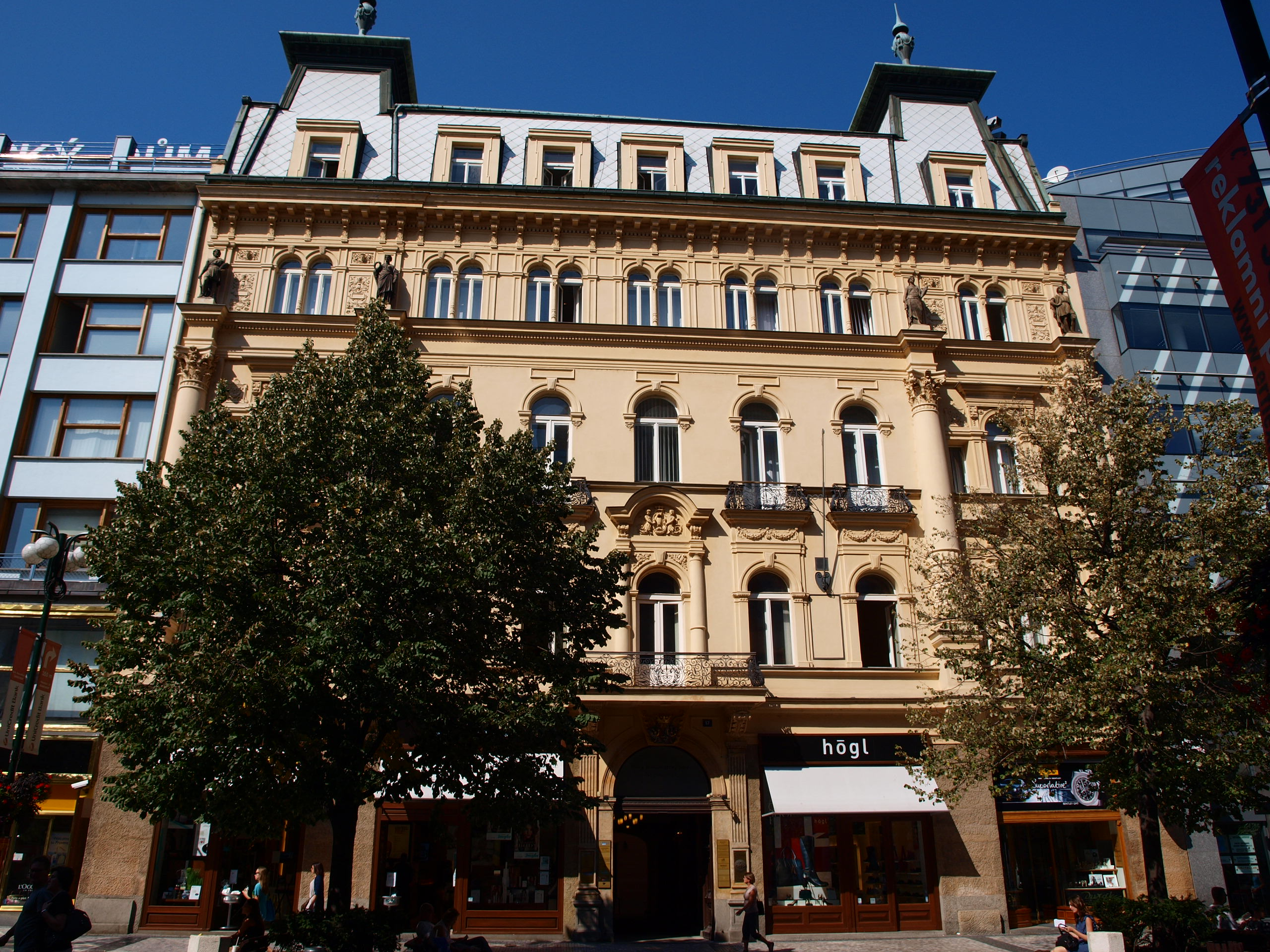
Palais Kolowrat, 2012
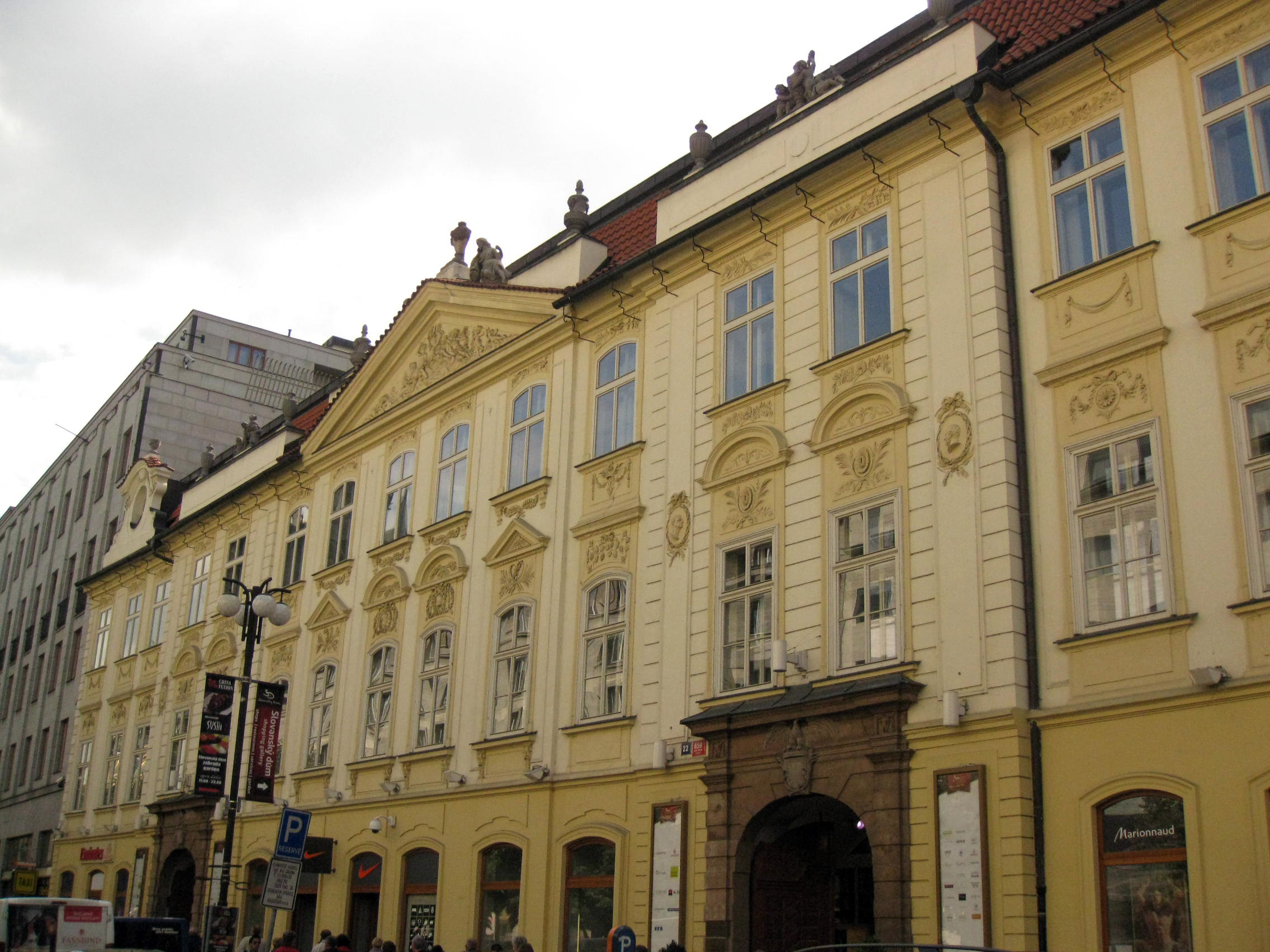
Deutsches Haus, 2012
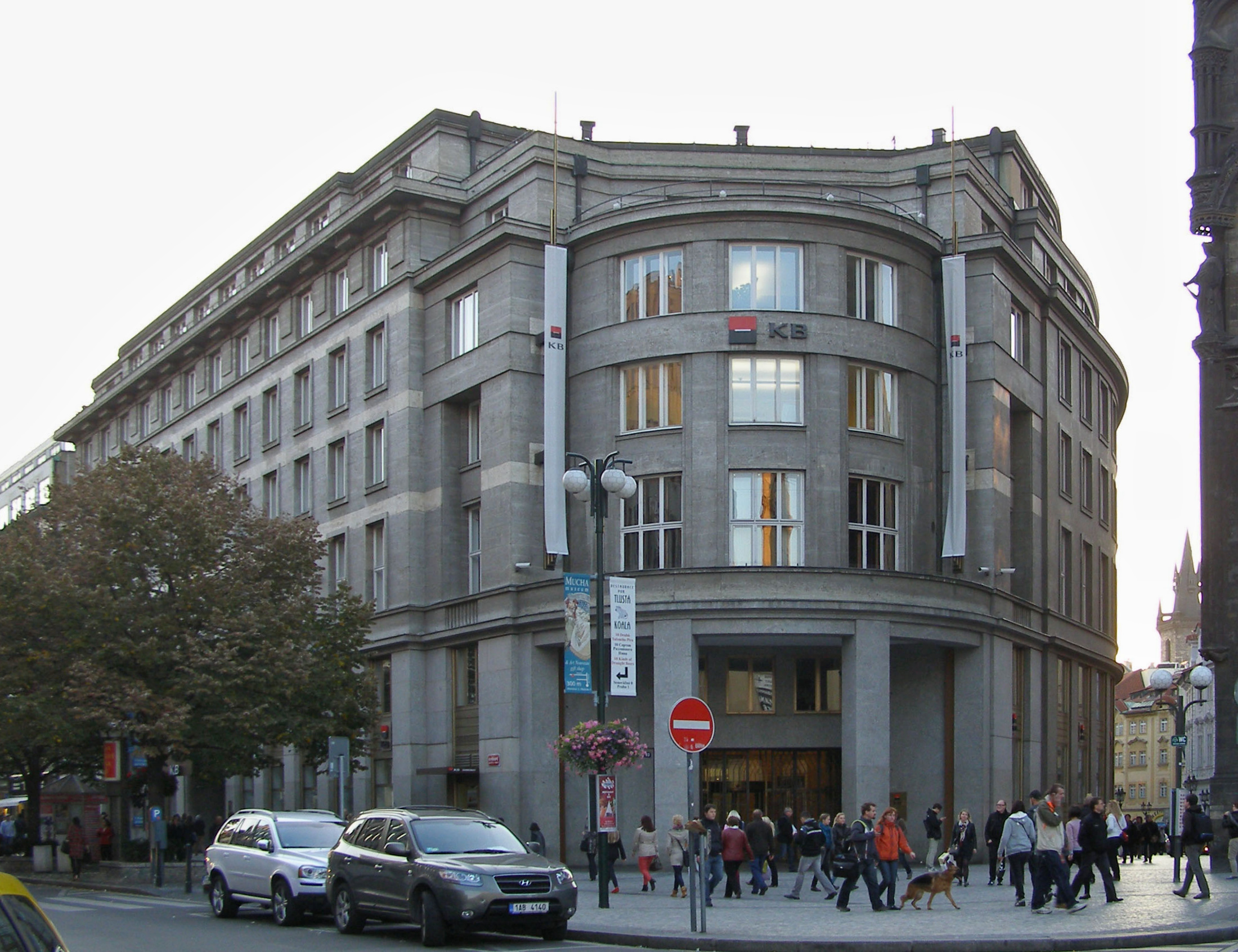
Ehemalige Hauptzentrale der Böhmischen Escompte-Bank, 2012
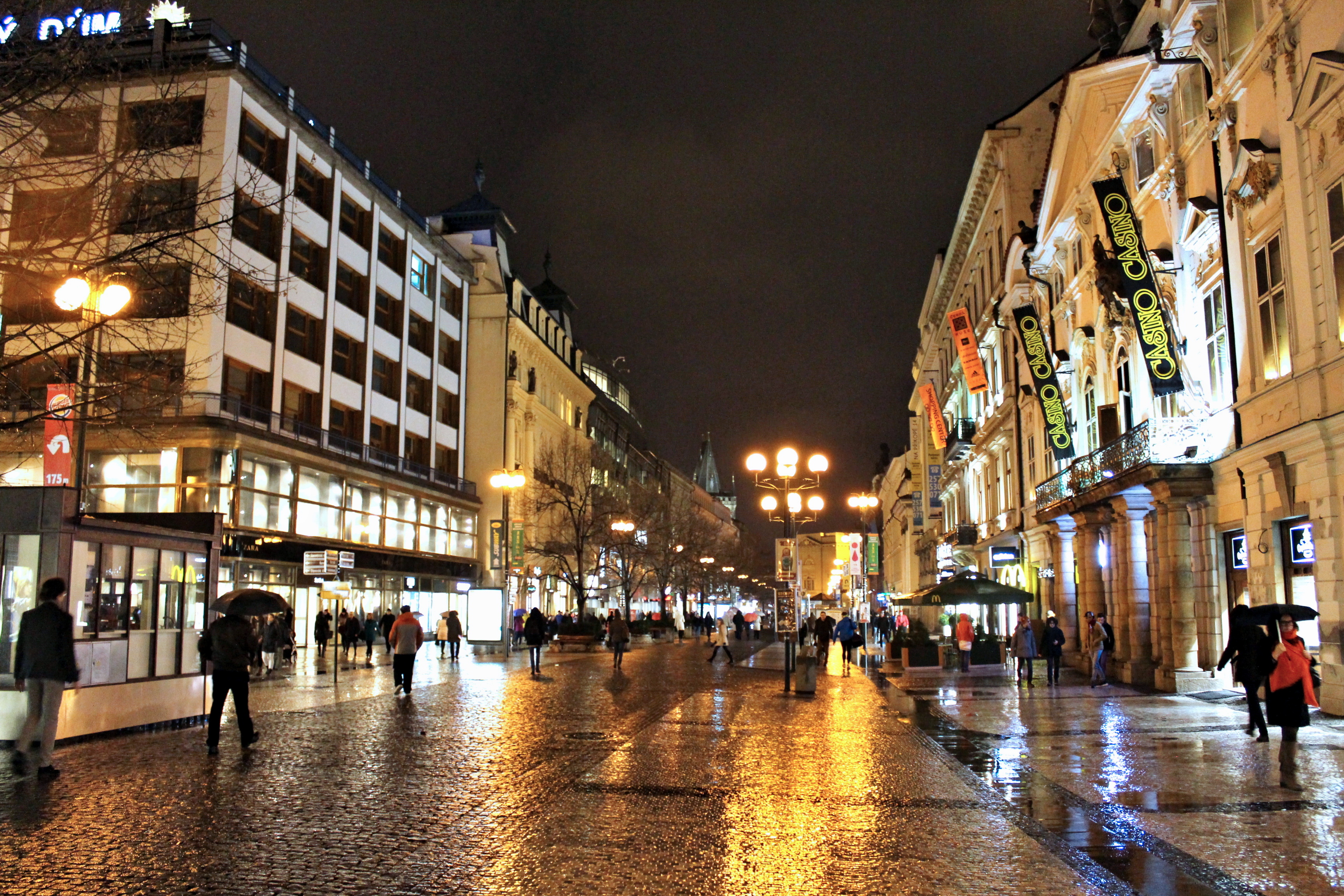
Straßenansicht bei Nacht, 2016